# Битва на Фламиниевой дороге
Битва на Фламиниевой дороге — одно из сражений во время готской войны (401—413), которое произошло в первые месяцы 409 года. Была частью второго вторжения в Италию Алариха.
Точно неизвестно, где она произошла, хотя известно, что она произошла на каком-то главном пути, соединявшем побережье Адриатического моря с Римом. Таким образом, можно предположить, что она произошла в какой-то точке на Фламиниевой дороге.
В 408 году Аларих вторгся в Италию и к ноябрю сумел взять Рим в осаду. Осада была снята только после выплаты значительной суммы денег и обязательства заключить союз с вестготами, который позволил бы им обосноваться в пределах Империи. Однако правительство в Равенне отказалось выполнить это последнее условие и попыталось организовать военный ответ. С этой целью в начале 409 года импрератор Гонорий приказал перебросить в Италию шесть легионов (около 6000 человек), находившихся в Далмации под командованием Валента.
Когда они оказались на Апеннинском полуострове, им было приказано направиться к Риму и стать там в качестве военного гарнизона. К этому времени вестготы отступили в Эвтрию. 
Валент пошел по Виа Фламиниа (Фламиниевой дороге), как это сделали вестготы годом ранее, вместо того чтобы использовать второстепенные дороги. Эта дорога пересекала Апеннины, пролегая через долины и ущелья. Вестготам не составило труда узнать о прибытии римской армии. Они подготовили засаду в каком-то подходящем месте и ждали прибытия противника. Римские войска были застигнуты врасплох и практически все перебиты или взяты в плен. Только сам Валент и около 100 солдат смогли спастись и укрылись в Риме.
Битва на Фламиниевой дороге стала самой крупной военной катастрофой римлян за всю войну с вестготами. С тех пор они избегали использования своих войск в полевых сражениях с варварами и ограничивались обороной в окруженных стенами городах.